# Museum der Johann Strauss Dynastie
Das zwischen März 2015 und März 2020 bestehende privat geführte Museum der Johann Strauss Dynastie (vereinfacht: Strauss Museum Wien) in Wien war das erste Museum in Wien, was sich der komplexen Geschichte der Strauss-Dynastie, d. h. von Johann Strauss (Vater), seinen Söhnen Johann, Josef und Eduard Strauss sowie Johann Strauss (Enkel) widmete. Anhand von Originaldokumenten, Stichen und Fotografien sowie zahlreichen Audiostationen wurde deren Geschichte in die der Stadt Wien, aber auch die Europas insgesamt eingebettet dargestellt. Direktor des Museums war Helmut Reichenauer.

## Museum
Das Museum der Johann Strauss Dynastie wurde vom Kulturverein Wiener Blut gegründet, um dessen Sammlung von Bild-, Noten- und Tondokumenten zur Familien- und Werkgeschichte von Johann Strauss (Vater) und dessen Söhnen zu präsentieren. Das Museum wurde am 18. März 2015 eröffnet. In sieben Räumen wurden Konzertzettel, Plakate, Kupferstiche, Lithographien, Xylographien, Fotos und Titelblätter von Erstausgaben gezeigt. Anhand dieser Originale aus dem 19. Jahrhundert wurde der Aufstieg der Familie Strauss vor ihrem historischen und gesellschaftlichen Hintergrund erläutert. Audiostationen, die auch nach und nach ergänzt wurden, präsentierten mit sorgfältig ausgewählten Musikbeispielen die einzelnen Themen, Vorträge und musikalische Präsentationen ergänzten das Museumskonzept, das ausschließlich privat finanziert wurde.
Auf Grund der COVID-19-Pandemie in Österreich musste es im März 2020, wie alle privaten Museen in Wien, zunächst vorübergehend schließen. Eine Wiederöffnung, so zeichnete sich noch 2020 ab, war an diesem Standort jedoch nicht erneut möglich (nach Angaben des Trägers vor allem ungelöste Feuchtigkeits- und Ungezieferproblematiken). Auf Grund eines fehlenden geeigneten und finanzierbaren alternativen Standortes verzichtete der Trägerverein schließlich gänzlich auf eine Wiederöffnung. 
Der museale Gedanke sowie eine große Anzahl Exponate ist an das „Casino Zögernitz“ in Döbling in Form des im Oktober 2023 dort eröffneten House of Strauss mit Zustimmung und aktiver Mitwirkung von Helmut Reichenauer übergegangen, Leihgaben wurden zurückgegeben. Der Trägerverein, also der Kulturverein Wiener Blut, löste sich schließlich im März 2024 auf.

## Galerie

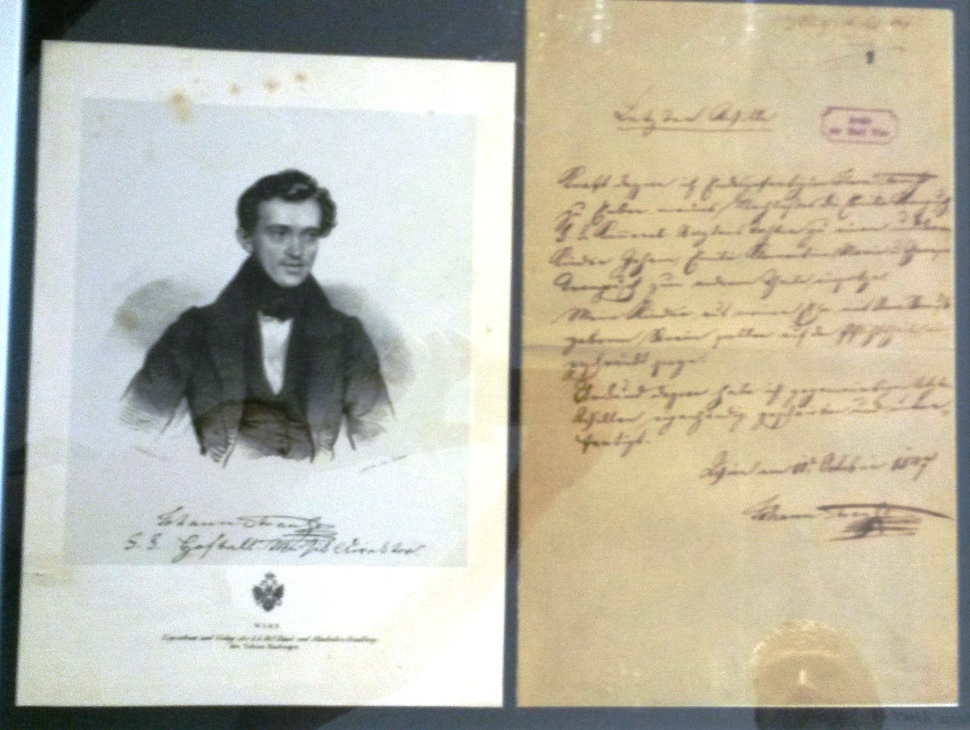
Testament von Johann Strauss Vater
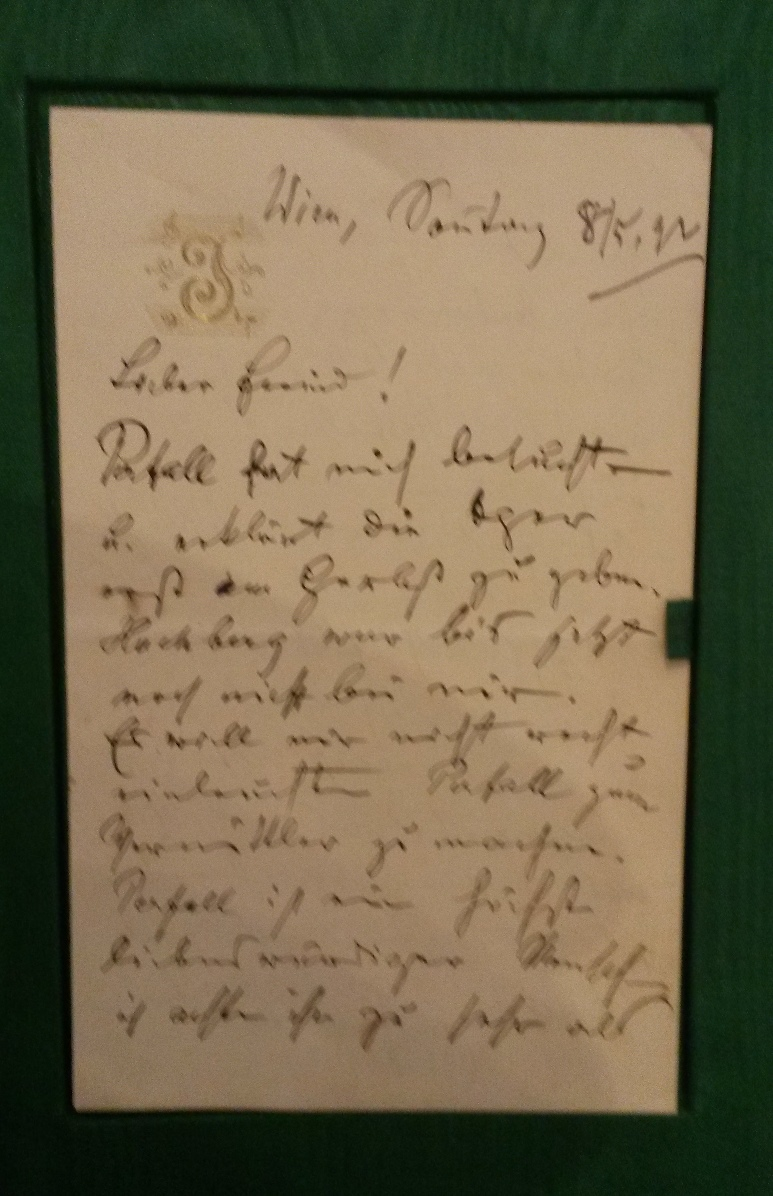
Brief von Johann Strauss Sohn an den Musikverleger Fritz Simrock
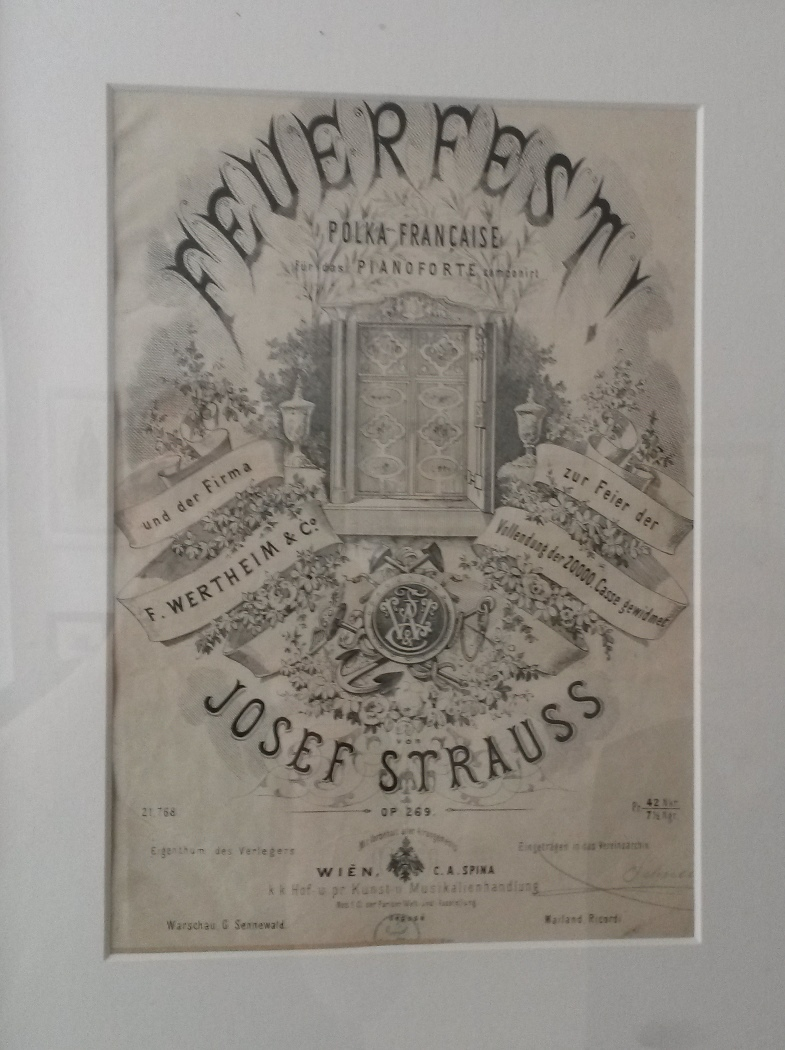
Titelseite der Erstausgabe der Polka „Feuerfest“ von Josef Strauss
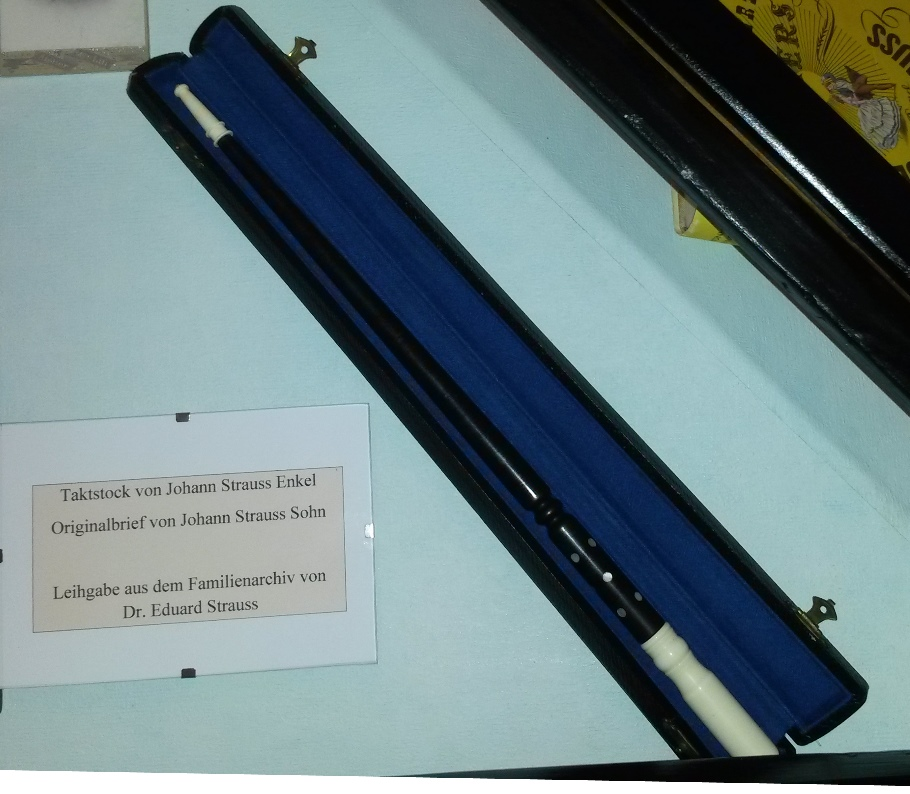
Taktstock von Johann Strauss Enkel